# Op de Heide
Op de Heide is een wijk van Tegelen (stadsdeel van Venlo) in de Nederlandse provincie Limburg. De wijk heeft 3.660 inwoners (2023, CBS). In de wijk ligt ook de buurtschap Egypte. Op de Heide omvat zowat de helft van het grondgebied van de vroegere gemeente Tegelen. Het bestaat uit twee gedeelten: een tamelijk smalle strook 'onder op de heide' wat ligt tussen het hoogterras en de oude kern van Tegelen en 'boven op de heide' op het hoogterras.
Deze twee gedeelten zijn erg verschillend van uiterlijk: onder op de heide was vroeger een moeras wat een restant was van een oude Maas bocht. Hier lagen enkele boerderijen waarvan 'de Haandert' de belangrijkste was. Ook ligt hier het Kasteel Holtmühle waar in de 18e eeuw de roemruchte Baron von Glasenapp woonde. Dit kastelencomplex huisvest een hotel. De Haandert is omgebouwd tot het belangrijkste cultureel centrum van Tegelen. In de jaren dertig werd bij de Haandert een nieuwe woonwijk gebouwd, de Heilig Hart Parochie.
Boven op de heide was van oorsprong een uitgestrekt en open heideveld dat aansloot bij soortgelijke gebieden in Venlo, Belfeld en Kaldenkerken waar schapen en geiten gehouden werden. Omstreeks 1900 werd dit hoogterras beplant met grove dennenbomen ten behoeve van de mijnbouw in Zuid-Limburg. Hier lag een oude herenboerderij Kasteel Wambach. De boerderij heeft plaatsgemaakt voor de zand- en kleigroeven die hier geëxploiteerd werden. Na de Tweede Wereldoorlog werd op het hoogterras, waar maar enkel huizen stonden, een grote woonwijk gebouwd. Inmiddels is hier een basisschoolcomplex en een klein winkelcentrum. De wijk geldt als een van de groenste wijken van Venlo waar men binnen enkele minuten per voet het bos is ingewandeld.

## Autosnelwegen
De plannen voor aanleg van de autosnelwegen A73 en A74, respectievelijk ten westen van het hoogterras en ten noorden van de woonwijk, brachten aanvankelijk onrust in de wijk omdat men bang was voor geluids- en milieuproblemen voor deze woonwijk. Ook vreesden de bewoners een geïsoleerd gebied te worden. Verschillende actiegroepen verzamelden handtekeningen tegen de wegenplannen van de gemeente, de provincie en Rijkswaterstaat. Maar deze acties werden genegeerd en de snelwegen werden zoals gepland aangelegd en geopend. Door verschillende verbindingswegen en viaducten over de snelwegen is de dreigende isolatie achteraf meegevallen en door goede geluidsschermen is er ook van geluid- en milieuoverlast niet veel te bespeuren.